# La Genétouze (Charente Marítimo)
 La Genétouze  es una población y comuna francesa, situada en la región de Poitou-Charentes, departamento de Charente Marítimo, en el distrito de Jonzac y cantón de Montguyon.

## Demografía
| 436 | 379 | 327 | 305 | 268 | 259 |
| Para los censos de 1962 a 1999 la población legal corresponde a la población sin duplicidades (Fuente: INSEE [Consultar]) |     |     |     |     |     |